# Система управления базами данных
Систе́ма управле́ния ба́зами да́нных, сокр. СУБД (англ. Database Management System, сокр. DBMS) — совокупность программных и лингвистических средств общего или специального назначения, обеспечивающих управление созданием и использованием баз данных (БД).
СУБД — комплекс программ, позволяющих создать базу данных и манипулировать данными (вставлять, обновлять, удалять и выбирать). Система обеспечивает безопасность, надёжность хранения и целостность данных, а также предоставляет средства для администрирования БД.

## Основные функции СУБД
- управление данными во внешней памяти (на дисках);
- управление данными в оперативной памяти с использованием дискового кэша;
- журнализация изменений, резервное копирование и восстановление базы данных после сбоев;
- поддержка языков БД (язык определения данных, язык манипулирования данными).

## Состав СУБД
Обычно современная СУБД содержит следующие компоненты:
- ядро, которое отвечает за управление данными во внешней и оперативной памяти и журнализацию;
- процессор языка базы данных, обеспечивающий оптимизацию запросов на извлечение и изменение данных и создание, как правило, машинно-независимого исполняемого внутреннего кода;
- подсистему поддержки времени исполнения, которая интерпретирует программы манипуляции данными, создающие пользовательский интерфейс с СУБД;
- сервисные программы (внешние утилиты), обеспечивающие ряд дополнительных возможностей по обслуживанию информационной системы.

## Классификации СУБД
По модели данных
Примеры:
- Иерархические
- Сетевые
- Реляционные
- Объектно-ориентированные
- Объектно-реляционные

По степени распределённости
- Локальные СУБД (все части локальной СУБД размещаются на одном компьютере)
- Распределённые СУБД (части СУБД могут размещаться не только на одном, но на двух и более компьютерах).

По способу доступа к БД
- Файл-серверные

В файл-серверных СУБД файлы данных располагаются централизованно на файл-сервере. СУБД располагается на каждом клиентском компьютере (рабочей станции). Доступ СУБД к данным осуществляется через локальную сеть. Синхронизация чтений и обновлений осуществляется посредством файловых блокировок.
Преимуществом этой архитектуры является низкая нагрузка на процессор файлового сервера.
Недостатки: потенциально высокая загрузка локальной сети; затруднённость или невозможность централизованного управления; затруднённость или невозможность обеспечения таких важных характеристик, как высокая надёжность, высокая доступность и высокая безопасность. Применяются чаще всего в локальных приложениях, которые используют функции управления БД; в системах с низкой интенсивностью обработки данных и низкими пиковыми нагрузками на БД.
На данный момент файл-серверная технология считается устаревшей, а её использование в крупных информационных системах — недостатком.
Примеры: Microsoft Access, Paradox, dBase, FoxPro, Visual FoxPro.
- Клиент-серверные

Клиент-серверная СУБД располагается на сервере вместе с БД и осуществляет доступ к БД непосредственно, в монопольном режиме. Все клиентские запросы на обработку данных обрабатываются клиент-серверной СУБД централизованно.
Недостаток клиент-серверных СУБД состоит в повышенных требованиях к серверу.
Достоинства: потенциально более низкая загрузка локальной сети; удобство централизованного управления; удобство обеспечения таких важных характеристик, как высокая надёжность, высокая доступность и высокая безопасность.
Примеры: Oracle Database, Firebird, Interbase, IBM DB2, Informix, MS SQL Server, Sybase Adaptive Server Enterprise, PostgreSQL, MySQL, Caché, ЛИНТЕР.
- Встраиваемые

Встраиваемая СУБД — СУБД, которая может поставляться как составная часть некоторого программного продукта, не требуя процедуры самостоятельной установки. Встраиваемая СУБД предназначена для локального хранения данных своего приложения и не рассчитана на коллективное использование в сети.
Физически встраиваемая СУБД чаще всего реализована в виде подключаемой библиотеки. Доступ к данным со стороны приложения может происходить через SQL либо через специальные программные интерфейсы.
Примеры: OpenEdge, SQLite, BerkeleyDB, Firebird Embedded, Microsoft SQL Server Compact, ЛИНТЕР.

## Стратегии работы с внешней памятью
СУБД с непосредственной записью
В таких СУБД все изменённые блоки данных незамедлительно записываются во внешнюю память при поступлении сигнала подтверждения любой транзакции. Такая стратегия используется только при высокой эффективности внешней памяти.
СУБД с отложенной записью
В таких СУБД изменения аккумулируются в буферах внешней памяти до наступления любого из следующих событий:
- контрольная точка;
- нехватка пространства во внешней памяти, отведённого под журнал (СУБД создаёт контрольную точку и начинает писать журнал сначала, затирая предыдущую информацию);
- останов (СУБД ждёт, когда всё содержимое всех буферов внешней памяти будет перенесено во внешнюю память, после чего делает отметки, что останов базы данных выполнен корректно);
- нехватка оперативной памяти для буферов внешней памяти.

Такая стратегия позволяет избежать частого обмена с внешней памятью и значительно увеличить эффективность работы СУБД.